# Râul Nădăștia
Râul Nădăștia este un curs de apă, afluent al râului Strei. 

## Hărți
- Harta județului Hunedoara